# Assemblea dei rappresentanti (Tagikistan)
L’Assemblea dei Rappresentanti del Tagikistan (in tagico Маҷлиси намояндагон?, in russo Пала́та представи́телей Вы́сшего собра́ния Респу́блики Таджикиста́н?) è la camera bassa dell’Assemblea suprema. Essa è affiancata dall’Assemblea nazionale, che svolge il ruolo di camera alta.

## Composizione e poteri
La Camera legislativa è composta da 63 deputati, aventi mandato quinquennale. Essi rappresentano il popolo e compongono il potere legislativo del paese, esercitato appunto dall’Assemblea (che è, tra le due, la camera dominante), la quale ha, oltre al compito di legiferare, quello di redigere il bilancio statale.